# Epirhyssa tristis
Epirhyssa tristis är en stekelart som först beskrevs av Joseph Kriechbaumer 1890.  Epirhyssa tristis ingår i släktet Epirhyssa och familjen brokparasitsteklar. Inga underarter finns listade i Catalogue of Life.